# Miguel Alonso
Miguel Tachin Alonso Cordero (ur. 18 lipca 1952) – kubański zapaśnik walczący w stylu wolnym. Dwukrotny olimpijczyk. Zajął siedemnaste miejsce w Monachium 1972 i dziesiąte w Montrealu 1976. Walczył w wadze mimimuszej i muszej.
Srebrny medalista igrzysk panamerykańskich w 1971 i 1979; brązowy w 1975. Wicemistrz igrzysk Ameryki Środkowej i Karaibów w 1970 i 1974 roku.

## Letnie Igrzyska Olimpijskie 1972
| Konkurencja | Eliminacje                  | Eliminacje              | Klas. końcowa |
| Konkurencja | Przeciwnik I                | Przeciwnik II           | Miejsce       |
| ----------- | --------------------------- | ----------------------- | ------------- |
| -52 kg      | Dordżdzowdyn Ganbat (MGL) P | Vincenzo Grassi (ITA) P | 17.           |

## Letnie Igrzyska Olimpijskie 1976
| Konkurencja | Eliminacje           | Eliminacje            | Eliminacje             | Klas. końcowa |
| Konkurencja | Przeciwnik I         | Przeciwnik II         | Przeciwnik III         | Miejsce       |
| ----------- | -------------------- | --------------------- | ---------------------- | ------------- |
| -48 kg      | Hasan Isajew (BGR) P | Ray Takahashi (CAN) Z | Kim Hwa-gyeong (KOR) P | 10.           |